# Ascalapha odorata
Ascalapha odorata là một loài bướm đêm trong họ Erebidae.

## Hình ảnh

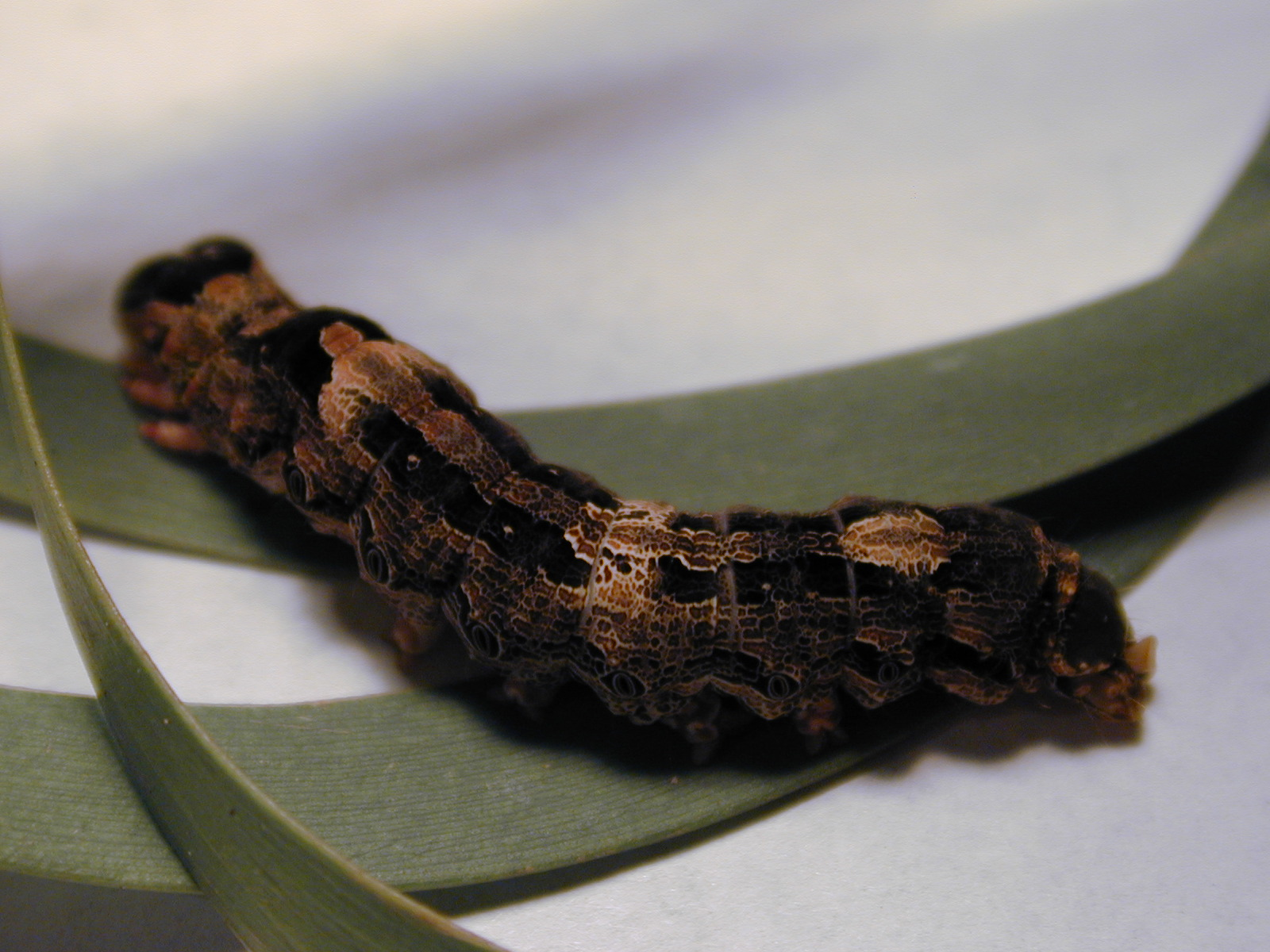
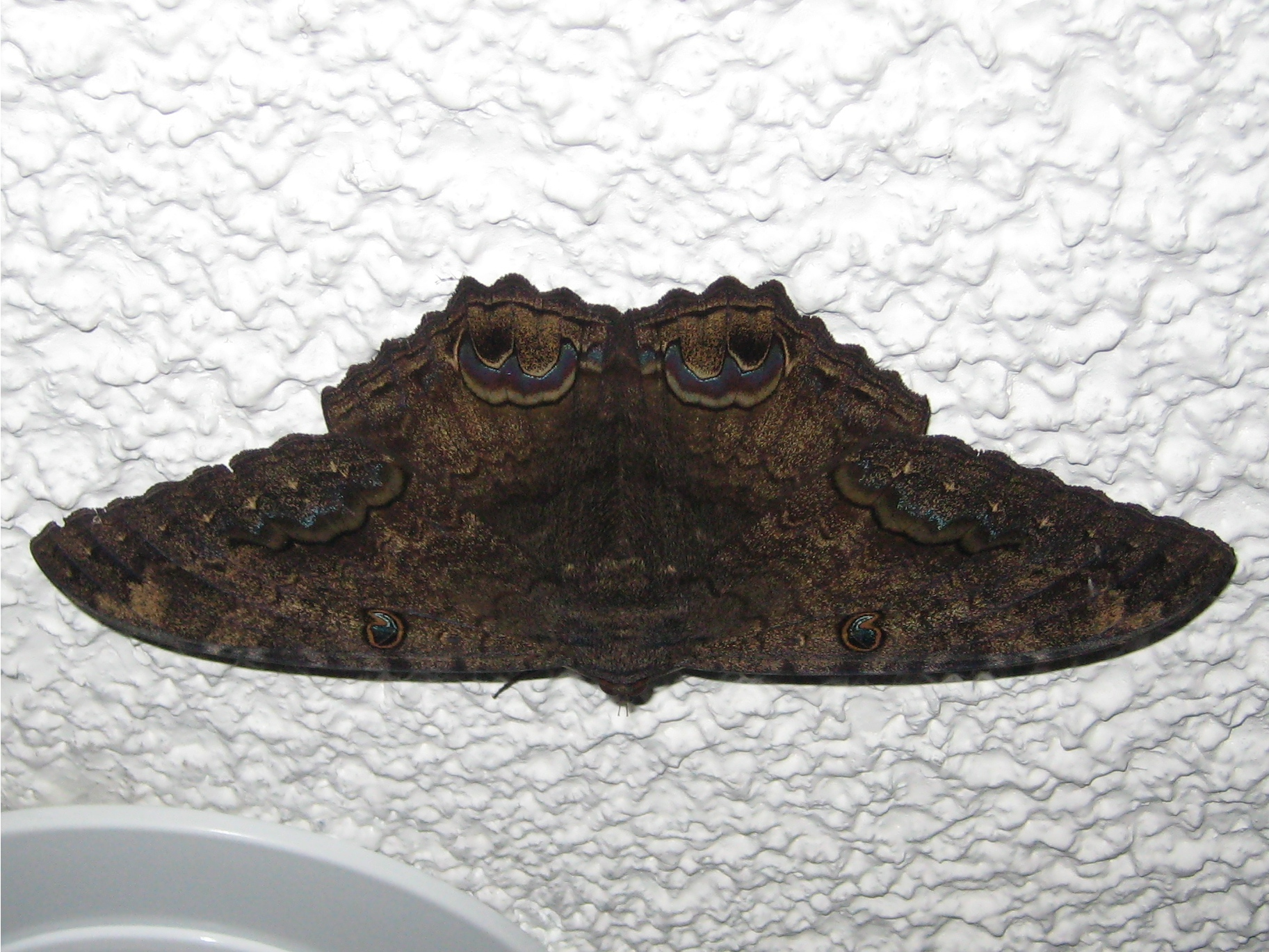
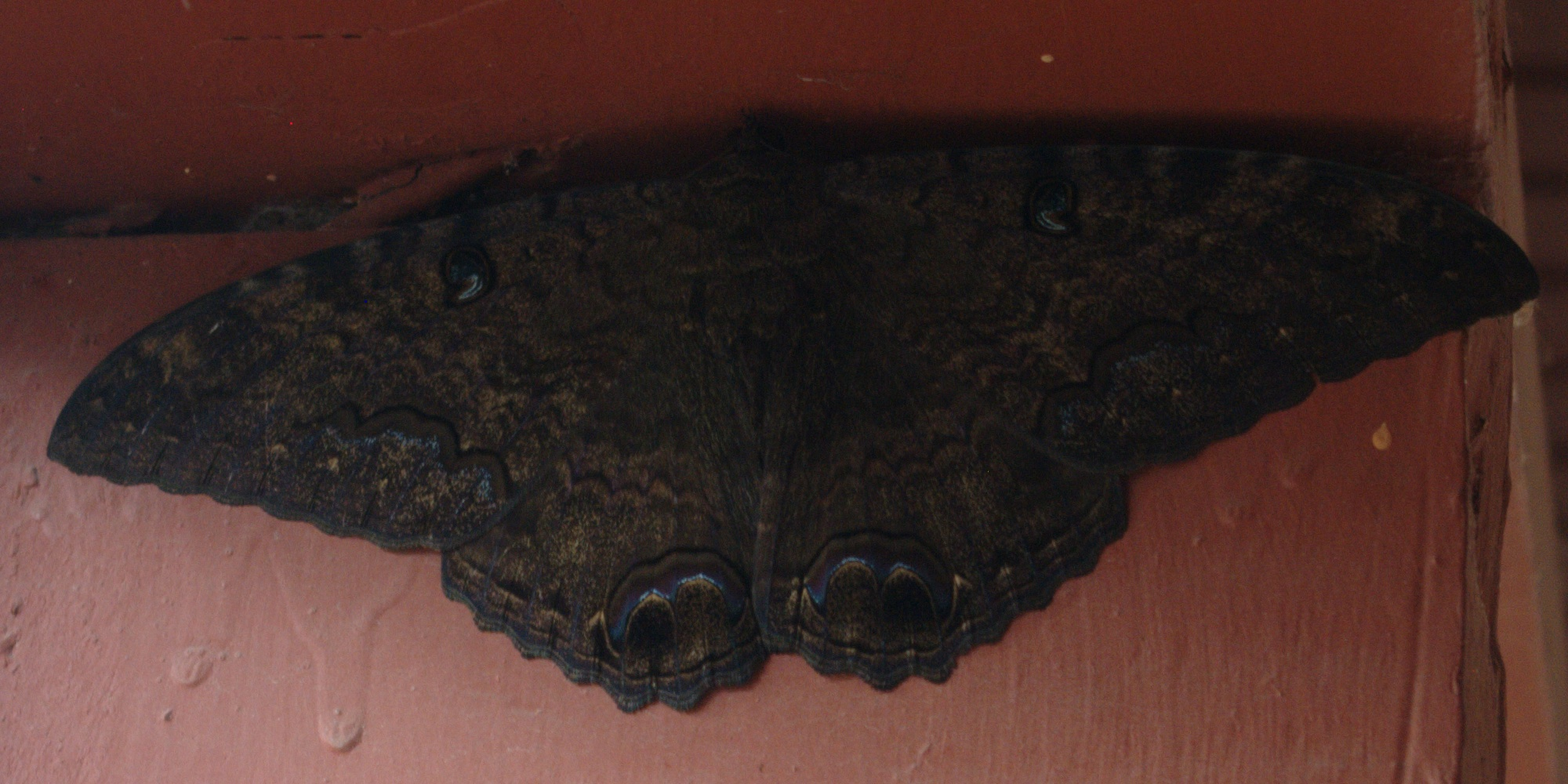
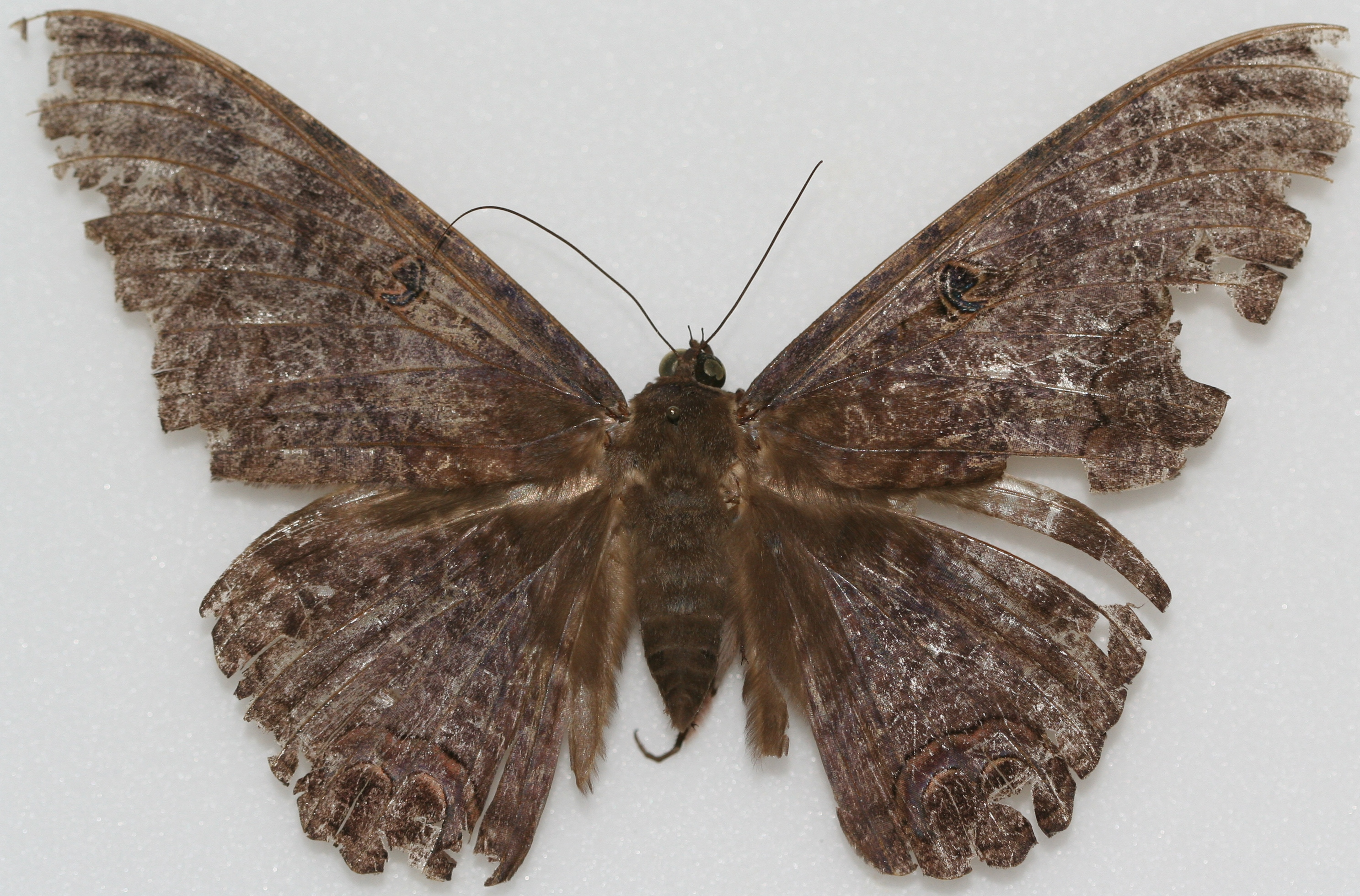